# (5812) Jayewinkler
(5812) Jayewinkler (1988 PJ1) – planetoida z pasa głównego asteroid okrążająca Słońce w ciągu 4,19 lat w średniej odległości 2,6 j.a. Odkryta 11 sierpnia 1988 roku.